# T.J. Maxx
T.J. Maxx — американская сеть универсальных магазинов, которая насчитывает более 1100 торговых точек, являясь одним из крупнейших розничных ритейлеров в США. Компания является подразделением TJX Companies, которой также принадлежат сети HomeGoods/HomeSense и Sierra Trading Post в США, Marshalls в США и Канаде и Winners в Канаде. TJX также управляет сеть магазинов T.K. Maxx в Великобритании, Ирландии, Германии, Польше, Австрии и Голландии. В магазинах сети представлена мужская, женская и детская одежда и обувь, игрушки, аксессуары, продукция для дома, начиная от мебели и заканчивая кухонной утварью.
T.J. Maxx и Marshalls являются сестринскими сетями, они продают схожие товары в одинаковом ценовом диапазоне и имеют похожий ассортимент. Однако в T.J. Maxx также представлены товары более высокого ценового диапазона, включая драгоценности. В некоторых магазинах также представлена дизайнерская одежда.

## История
Сеть T.J. Maxx была основана в 1976 году во Фреймингхэме, Массачусетс Бернардом Каммаратой в результате выделения сети дискаунтеров Zayre в отдельную компанию. Когда Zayre продала своё название конкурирующей сети дискаунтеров Ames, компания сменила название на TJX Companies, Incorporated. В марте 2009 года был открыт электронный магазин компании, в котором первоначально продавались только сумки, однако позже ассортимент был расширен на всю линейку продукции, продаваемой в магазинах.
В 2007 году была обнаружена проблема в системе безопасности базы данных сети, в результате которой хакеры получили доступ к информации о транзакциях кредитных и дебетных карт более 45 млн клиентов. Это привело к тому, что Массачусетская ассоциация банков, совместно с ассоциацией банков Коннектикута подала иск против T.J. Maxx Corporation. В марте 2010 года компьютерный хакер Альберт Гонсалес признался в хищении информации о кредитных картах ряда компаний, в числе которых была и T.J. Maxx, и был приговорен к 20 годам в федеральной тюрьме.